# Саркисян, Сона
Сона Саркисян, также известна под псевдонимом SONA; (род. 15 июля 1973, Ереван, Армянская ССР) — армянская певица.

## Биография
1991 — началаcь её сольная карьера. В Испании записывала свой первый альбом и выпустила с одноименным названием «SONA». В том же году состоялись премьеры двух видеоклипов на композиции «Back to the ancient world» и «Stay with me». Сона участвовала в московском конкурсе «Утренняя Звезда» и вышла в финал, но уступила первое место Валерии. Продюсером Соны был И.Пригожин. В 1992—1994 состоялся первый сольный концерт в ДК «Москворечье». Знакомство с популярным артистом российского шоу-бизнеса Борисом Моисеевым и участие в его проекте «Борис Моисеев и его Леди» в роли Леди Джаз. В эти же годы SONA номинируют на премию «Овация», как лучшую рок-певицу. 1996 году по приглашению режиссёра Микаэла Довлатяна принимает участие в съемках юмористического музыкального фильма «Наш двор», ставшего мега-популярным как в Армении, так и за его пределами. 1997 год стал очень значимый для Соны. Сона берет на себя огромную ответственность и возрождает знаменитый Государственный Джазовый оркестр Армении под руководством Константина Орбеляна. Художественным руководителем нового Государственного джазового оркестра становится Армен Мартиросян, а его солисткой стала сама певица. У певицы начинается активная гастрольная деятельность по городам России, странам СНГ и Европы. В 2005 годы участвовал в беспрецедентном музыкальном проекте «Ереван-Москва-Транзит», в рамках которого она и Сосо Павлиашвили выступали в ГЦКЗ «Россия» с песней «Ерани те».
2006 году певица выпускает два новых клипа. Первый клип на песню «Все пройдет», режиссёром которого является Алан Бадоев и второй на композицию «Сердце плачет», режиссёром которого становится Семен Горов. Клипы ратируются на телеканалах Муз-ТВ, ТНТ и РТР, а песни становятся хитами. В этом же году Сона участвует в ток-шоу «Частная жизнь» на телеканале РТР и «Звездный ужин» . В этом же году Сона вместе с Борисом Моисеевым выступает на юбилейном концерте, посвященном 85-летию великого композитора Арно Бабаджаняна, с его знаменитой песней «Год любви». Впоследствии, с этой же песней, сама Сона и Борис Моисеев выступали на концерте «Звуковая дорожка», а также на юбилейном вечере Бориса Моисеева в программе «Леди&Джентльмены».
2008 год начинается с сольного концерта, приуроченного к выходу альбома «Все пройдет», который проходит в Москве, в Театре Эстрады. В этом же году, Сона записывает дуэт со звездой мировой эстрады, солистом группы GIPSY KINGS — Manolo, на композицию «Luna en el Аnima». Видеоклип на эту песню ротировался на телеканалах России, Армении, США, Греции, Мексики и Италии. Позже, Сона и Manolo будут приглашены для выступления на фестиваль Ялта-Москва, в качестве почетных гостей. В ноябре этого же года Сона, во второй раз приняла участие в проекте «Ереван-Москва-Транзит» с новым дуэтом — на этот раз она выступает с прекрасным вокалистом — Сергеем Пенкиным, с песней «Ерджанкуцян арцункнерэ». Певица участвует в гала-концерте проекта «Ты — суперстар», записывает саундтрек к фильму Андрея Соколова АРТЕФАКТ «Если любовь…», принимает участие в творческих вечерах Константина Орбеляна в Москве и республике Карабах, посещает город Минск в составе жюри фестиваля КАРОТ и после, в Москве, становится почетным гостем и номинантом этого фестиваля.
В 2011 году Соне удостаивается награды «Орден Киликийских рыцарских крестов». В этом же году певица выступает в Кремле в дуэте с Мгером Армения, в рамках Юбилейного концерта, посвященного 90-летию Арно Бабаджаняна. В 2012 годы певицу приглашают принять участие в проекте «Armenian Comedy Awards-2012». Позже, Сонна получает приглашение из Берлина, куда она отправляется с легендарным Manolo из группы «Gipsy Kings» для участия в фестивале «Brot & Brezel auf Schloss Protzel». Фестиваль завершается грандиозным концертом и выступлением дуэта SONA & Manolo y Los Gipsy c песней «Luna En El Anima». В 2013 Телеканал Армения ТВ пригласили певицу принять участие в международном проекте Голос Армения в качестве наставника, в первом сезоне победителем стала её подопечная — Мери Мнджоян.
В 2014 году Сона во второй раз получает приглашение от Армениа ТВ быть наставником в международном проекте Голос Армении и снова победителем проекта становится подопечная Сона — Раиса Аванесян. В этом же году певица записывает новый дуэт с Кевином Маккой (Kevin McCoy ex. Bad Boys Blue) на песню «Do What You Do» и снимает клип с режиссёром Ареном Баядяном. А завершает год участие в новогоднем концерте «TASHI SHOW» в качестве специального гостя. В 2015 соду Сона получила ежегодную национальную премию «СОГЛАСИЕ», приняла участие в благотворительном концерте «У беды нет нации», исполнила дуэтную песню с Владом Сташевским «Я не буду тебя больше ждать» и записала дуэт с победителем первого сезона проекта Голос Армении — Машей Мнджоян и выпустила второй дуэтный проект с легендарным Manolo из группы «Gipsy Kings», под названием «Baila soledad». В этот год, так же как и прошлый, завершился участием в ежегодном новогоднем концерте «TASHI SHOW» в качестве специального гостя. В 2016 годы состоялась премьера клипа на дуэтную песню «Baila Soledad». Также, в этом году, был выпущен клип на дуэтную песню «You are my life» с певцом Мгер Армения, режиссёр которого является Арен Баядян.

## Дискография
Альбом Sona (1991)
| Russian               | English                   |
| --------------------- | ------------------------- |
| Дьявол в твоем сердце | Devil in Your Heart       |
| Летние времена прошли | Sumertime has gone        |
| Я королева ветра      | I’m queen of the wind     |
| Я краду ночь          | I’m stealing the night    |
| Послушай меня         | Listen to me              |
| Мы едем в Гавайи      | We are off to Hawaii      |
| Назад в древний мир   | Back to the ancient world |
| Дух в моем доме       | Ghost in My House         |
| Мужчина моей мечты    | The man of my dream       |
| Ты уходишь            | You are leaving           |

Альбом Все пройдет (2008)
| Russian               | English                   |
| --------------------- | ------------------------- |
| Все пройдет           | Everything will pass away |
| Сердце плачет         | My heart is crying        |
| Грешник мой           | My guilty one             |
| Самая                 | The Most                  |
| Земля за горами       | The land beyond the hills |
| Я буду там для тебя   | I will be there for you   |
| Не теряй              | No not loose              |
| Падаю я               | I’m falling               |
| Повернись к свету     | Turn to the light         |
| Ромашки любви         | Daisies of Love           |
| Все пройдет, (Ремикс) | Everithing will pass      |

## Видеоклипы
| Год  | Клип                                    |
| ---- | --------------------------------------- |
| 1991 | «Back to the ancient world»             |
| 1991 | «Stay with me»                          |
| 2006 | «Все Пройдет»                           |
| 2006 | «Сердце Плачет»                         |
| 2007 | «Ромашки Любви»                         |
| 2007 | «Luna en el Anima» (Manolo Y Los Gipsy) |
| 2013 | «Siro Aliq» (Duet — Armen Ogannisyan)   |
| 2013 | «Армения»                               |
| 2014 | «Памяти друга и товарища»               |
| 2015 | «Do What You Do»                        |
| 2016 | «Baila Soledad» (Manolo Y Los Gipsy)    |
| 2016 | «You Are My Life»                       |
| 2017 | «У любви свои причины» (Duet — MKO)     |
| 2018 | «40 градусов» (Duet — Ara Martirosyan)  |
| 2019 | «Я в молитвах за Вас»                   |
| 2020 | «Мой брат»                              |
| 2021 | «Твой ангел»                            |
| 2022 | «Karotum»                               |
| 2022 | «Amena mam» (Duet - Nick Egibyan)       |
| 2023 | «Yerevan»                               |
| 2024 | «Gites» (Duet - Razmik Amyan            |